# Alfred Jentzsch (Geologe)

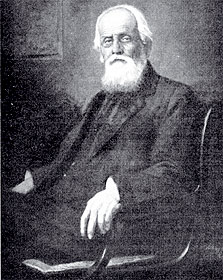

Alfred Jentzsch (* 29. März 1850 in Dresden; † 1. August 1925 in Gießen) war ein deutscher Geologe.

## Leben und Wirken
Jentzsch studierte an der Technischen Hochschule seiner Heimatstadt und an der Universität Leipzig Mathematik und Naturwissenschaften und beteiligte sich bei der königlich-sächsischen geologischen Landesuntersuchung.
1875 wurde Jentzsch Geologe der Physikalisch-ökonomischen Gesellschaft zu Königsberg und Vorstand des Provinzialmuseums, dessen Direktor er später wurde. Zugleich habilitierte er sich an der Königsberger Universität. Im Jahr 1883 wurde er zum Mitglied der Leopoldina gewählt.
1881 bis 1921 war er bei der Preußischen Geologischen Landesanstalt (PGLA). Er war dort königlicher Landesgeologe in Königsberg und verfasste 1900 eine Liste der Naturdenkmäler in Ostpreußen.
Jentzsch war Freimaurer und ab 1882 Mitglied der Loge Zum Todtenkopf und Phoenix in Königsberg.

## Werke (Auswahl)
- Die geologisch-mineralogische Literatur Sachsens. Leipzig 1874.
- Über die Ursachen der Eiszeit. Stuttgart 1873.
- Schwanken des festen Landes. Königsberg 1875.
- Bericht über die geologische Durchforschung der Provinz Preußen. 1877–78 (2 Bde.)
- Die Moore der Provinz Preußen. 1878.
- Die Zusammensetzung des altpreußischen Bodens. 1879.
- Bericht über die geologische Durchforschung des norddeutschen Flachlandes 1878-80. 1881.
- Geologische Karte der Provinz Preußen (1:100,000).